# Референдумы в Швейцарии (1950)
Референдумы в Швейцарии проходили 29 января, 4 июня, 1 октября и 3 декабря 1950 года. В январе проходил референдум по расширенной федеральной резолюции о помощи домостроительству. Предложение было отклонено. Июньский референдум по федеральному бюджету также был отклонён. В октябре прошёл референдум по гражданской инициативе «о защите землевладения и труда запретом спекуляций» и был отвергнут. В декабре проходили референдумы по поправке к Статье 72 Конституции относительно выборов Национального совета и по федеральной резолюции о финансовом порядке с 1951 по 1954 годах. Оба были одобрены.

## Избирательная система
Январский референдум был факультативным и требовал для одобрения лишь большинство голосов избирателей. Прочие референдумы были обязательным или проводились по гражданской инициативе и требовали двойного большинства для одобрения: избирателей и кантонов.

## Результаты

### Январь: Федеральная резолюция по домостроительству
| Выбор                                | Голосов   | %    |
| ------------------------------------ | --------- | ---- |
| За                                   | 333 878   | 46,3 |
| Против                               | 387 456   | 53,7 |
| Пустых бюллетеней                    | 14 015    | –    |
| Недействительных бюллетеней          | 1 418     | –    |
| Всего                                | 736 767   | 100  |
| Зарегистрированных избирателей/ Явка | 1 394 970 | 52,8 |
| Источник: Nohlen & Stöver            |           |      |

### Июнь:  Федеральный бюджет
| Выбор                                | Общее голосование | Общее голосование | Кантоны | Кантоны | Кантоны |
| Выбор                                | Голосов           | %                 | Полных  | Полу-   | Всего   |
| ------------------------------------ | ----------------- | ----------------- | ------- | ------- | ------- |
| За                                   | 267 770           | 35,5              | 5       | 2       | 6       |
| Против                               | 486 381           | 64,5              | 14      | 4       | 16      |
| Пустых бюллетеней                    | 15 769            | –                 | –       | –       | –       |
| Недействительных бюллетеней          | 1 202             | –                 | –       | –       | –       |
| Всего                                | 771 122           | 100               | 19      | 6       | 22      |
| Зарегистрированных избирателей/ Явка | 1 393 317         | 55,3              | –       | –       | –       |
| Источник: Nohlen & Stöver            |                   |                   |         |         |         |

### Октябрь:  Против спекуляций
| Выбор                                | Общее голосование | Общее голосование | Кантоны | Кантоны | Кантоны |
| Выбор                                | Голосов           | %                 | Полных  | Полу-   | Всего   |
| ------------------------------------ | ----------------- | ----------------- | ------- | ------- | ------- |
| За                                   | 158 794           | 27,0              | 0       | 0       | 0       |
| Против                               | 429 091           | 73,0              | 19      | 6       | 22      |
| Пустых бюллетеней                    | 22 607            | –                 | –       | –       | –       |
| Недействительных бюллетеней          | 1 311             | –                 | –       | –       | –       |
| Всего                                | 611 803           | 100               | 19      | 6       | 22      |
| Зарегистрированных избирателей/ Явка | 1 400 891         | 43,7              | –       | –       | –       |
| Источник: Nohlen & Stöver            |                   |                   |         |         |         |

### Декабрь:  Конституционная поправка к Статье 72
| Выбор                                | Общее голосование | Общее голосование | Кантоны | Кантоны | Кантоны |
| Выбор                                | Голосов           | %                 | Полных  | Полу-   | Всего   |
| ------------------------------------ | ----------------- | ----------------- | ------- | ------- | ------- |
| За                                   | 450 395           | 67,3              | 17      | 6       | 20      |
| Против                               | 218 541           | 32,7              | 2       | 0       | 2       |
| Пустых бюллетеней                    | 110 615           | –                 | –       | –       | –       |
| Недействительных бюллетеней          | 2 140             | –                 | –       | –       | –       |
| Всего                                | 781 691           | 100               | 19      | 6       | 22      |
| Зарегистрированных избирателей/ Явка | 1 403 731         | 55,7              | –       | –       | –       |
| Источник: Nohlen & Stöver            |                   |                   |         |         |         |

### Декабрь:  Финансовый порядок
| Выбор                                | Общее голосование | Общее голосование | Кантоны | Кантоны | Кантоны |
| Выбор                                | Голосов           | %                 | Полных  | Полу-   | Всего   |
| ------------------------------------ | ----------------- | ----------------- | ------- | ------- | ------- |
| За                                   | 516 704           | 69,5              | 17      | 6       | 20      |
| Против                               | 227 131           | 30,5              | 2       | 0       | 2       |
| Пустых бюллетеней                    | 35 884            | –                 | –       | –       | –       |
| Недействительных бюллетеней          | 1 989             | –                 | –       | –       | –       |
| Всего                                | 781 708           | 100               | 19      | 6       | 22      |
| Зарегистрированных избирателей/ Явка | 1 403 731         | 55,7              | –       | –       | –       |
| Источник: Nohlen & Stöver            |                   |                   |         |         |         |